# Подаруй мені місячне сяйво
«Подаруй мені місячне світло» — російська комедійна мелодрама 2001 року.

## Сюжет
Популярний тележурналіст Сергій Купріянов нещодавно став головною телеперсоною країни і почав робити власну передачу. Але успіх, гроші та слава не можуть заповнити порожнечу в подружніх стосунках. Дружині Сергія Ірині не вистачає любові і тепла, а сам Сергій шукає новизни, яку знаходить в обіймах чарівної колеги Олени, коли Ірина їде до Санкт-Петербурга.
Швидкоплинний роман назавжди залишився б таємницею, якби Ірина не повернулася раніше, ніж очікувалося. Тут-то і почали збуватися пророцтва дивної людини, що натякнула Сергію на майбутні зміни в його житті. Тепер йому доведеться зробити вибір між Оленою та Іриною, зрозумівши, що його прихильність до дружини з роками стала ще міцнішою.

## У ролях
| Актор                   | Роль                                |
| ----------------------- | ----------------------------------- |
| Наталія Андрейченко     | Ірина Михайлівна Купріянова         |
| Микола Єременко мол     | Сергій Костянтинович Купріянов      |
| Олеся Судзиловська      | Лєна (озвучила Світлана Рябова)     |
| Володимир Гостюхін      | Сергій Миколайович Петров, попутчик |
| Ігор Дмитрієв           | Едуард Сорокін, «адмірал»           |
| Сергій Донцов (Дрейден) | Петро Семенович Манькін, пророк     |
| Олександр Єфремов       | Володимир Федорович, телепродюсер   |
| Леонід Клунний          | Петро Ніколаєнко, режисер програми  |
| Людмила Вагнер          | Віра                                |
| Раїса Рязанова          | Лідія Петрівна, провідниця          |
| Валерія Арланова        | асистентка Сергія                   |
| Олег Корчиков           | епізод                              |
| Ольга Сутулова          | дочка Купріянових                   |
| Олександр Тимошкін      | лікар                               |

## Знімальна група
- Автор сценарію: Олег Данилов
- Режисер: Дмитро Астрахан
- Генеральний продюсер: Ігор Толстунов
- Продюсер: Михайло Зільберман
- Композитор: Дмитро Атовмян
- Оператор: Олександр Рудь
- Художник: Маша Петрова
- Звукорежисер: Сергій Чупров

## Технічні дані
- Виробництво: НТВ-Профіт, при підтримці Служби кінематографії Міністерства культури Російської Федерації
- Художній фільм, кольоровий
- Формат зображення: 16:9 (1.78:1)
- Оригінальна мова: російська
- Знятий на плівці «Kodak»
- Тривалість: 89 хв (1 год. 29 хв.)
- Прем'єра в Україні та Росії: 1 березня 2001 року